# Казе Тројани (Пескара)
Казе Тројани (итал. Case Troiani) је насеље у Италији у округу Пескара, региону Абруцо.
Према процени из 2011. у насељу је живело 10 становника. Насеље се налази на надморској висини од 24 м.